# Microsoft Flight Simulator X
El Microsoft Flight Simulator X (conegut per la comunitat de Flight Simulator simplement com a FSX) és un videojoc d'ordinador en el qual es pot fer la simulació d'avions, helicòpters i planejadors viatjant per tots els territoris del planeta. És la següent versió del Microsoft Flight Simulator, la d'abans d'aquesta era Flight Simulator 2004. Aquesta nova versió inclou un motor de gràfics que és compatible amb Direct3D 10 i Windows Vista.

## Avions, helicòpters i planejadors
| Nom                                         | Edició Deluxe | Edició Estàndard |
| ------------------------------------------- | ------------- | ---------------- |
| Airbus A321                                 | Sí            | Sí               |
| Air Creation Trike Ultralight 582 SL        | Sí            | Sí               |
| Alexeiev 'KM' Ekranoplan                    | Només l'AI    | —                |
| Beechcraft Baron 58                         | Sí            | Sí               |
| Beechcraft Baron 58 G1000                   | Sí            | —                |
| Beechcraft King Air 350                     | Sí            | Sí               |
| Bell 206B JetRanger                         | Sí            | Sí               |
| Boeing 737-800                              | Sí            | Sí               |
| Boeing 747-400                              | Sí            | Sí               |
| Bombardier CRJ 700                          | Sí            | Sí               |
| Bombardier Learjet 45                       | Sí            | Sí               |
| Cessna C208B Grand Caravan                  | Sí            | Sí               |
| Cessna C172SP Skyhawk                       | Sí            | Sí               |
| Cessna C172SP Skyhawk G1000                 | Sí            | —                |
| de Havilland Canada DHC-2 Beaver Floatplane | Sí            | Sí               |
| de Havilland Dash 8-100                     | Només l'AI    | Només l'AI       |
| DG 808S 18 Meter Sailplane                  | Sí            | Sí               |
| Douglas DC-3                                | Sí            | Sí               |
| Extra 300S                                  | Sí            | Sí               |
| Grumman G-21A Goose                         | Sí            | Només l'AI       |
| Maule Orion M-7-260C Ski                    | Sí            | Només l'AI       |
| Maule Orion M-7-260C Super Rocket           | Sí            | Només l'AI       |
| McDonnell-Douglas/Boeing MD-83              | Només l'AI    | Només l'AI       |
| Mooney Bravo                                | Sí            | Sí               |
| Mooney Bravo G1000                          | Sí            | —                |
| Piper Cherokee 180                          | Només l'AI    | Només l'AI       |
| Piper J-3 Cub                               | Sí            | Sí               |
| Robinson R22 Beta II                        | Sí            | Sí               |